# Baumspinat

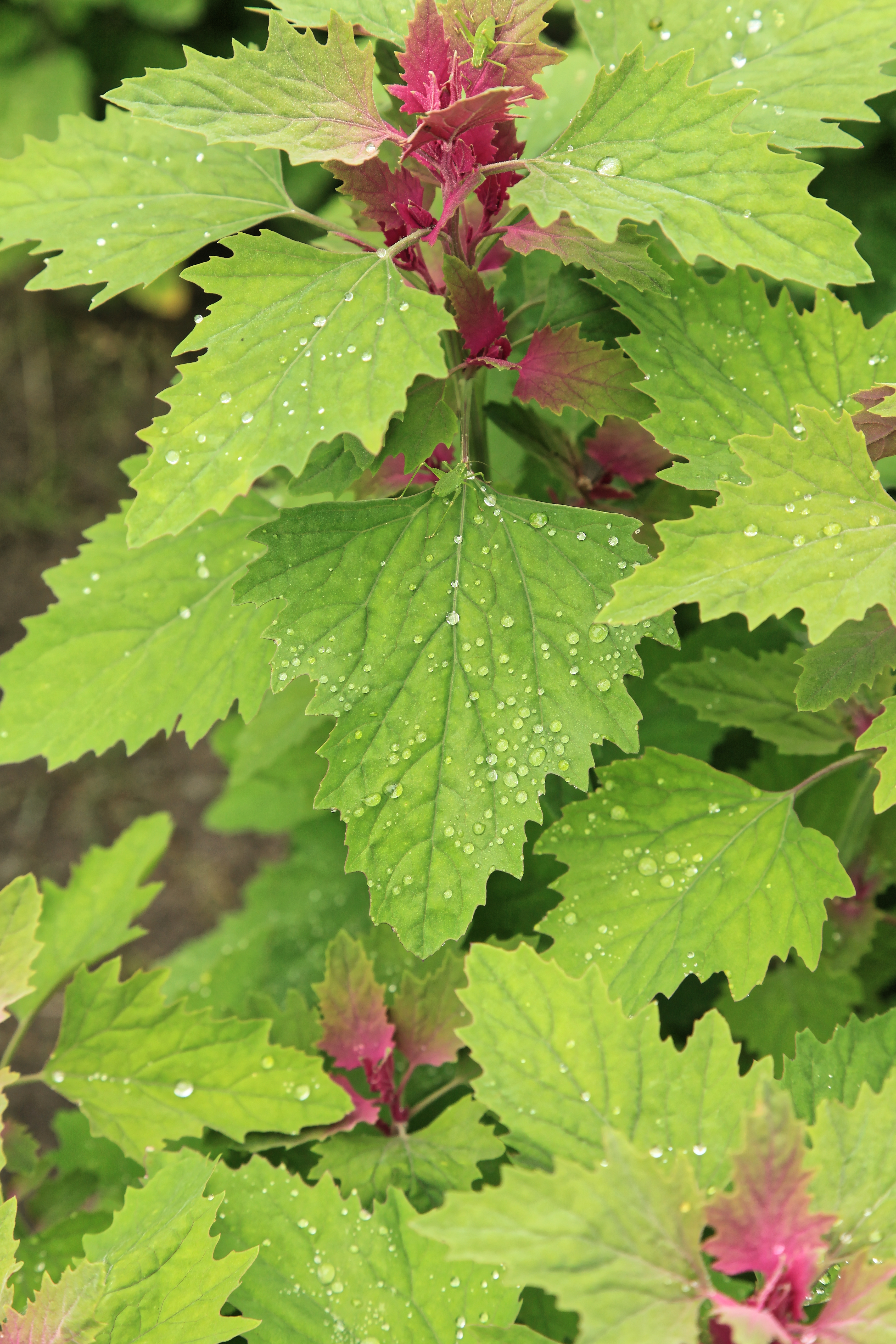
Habitus

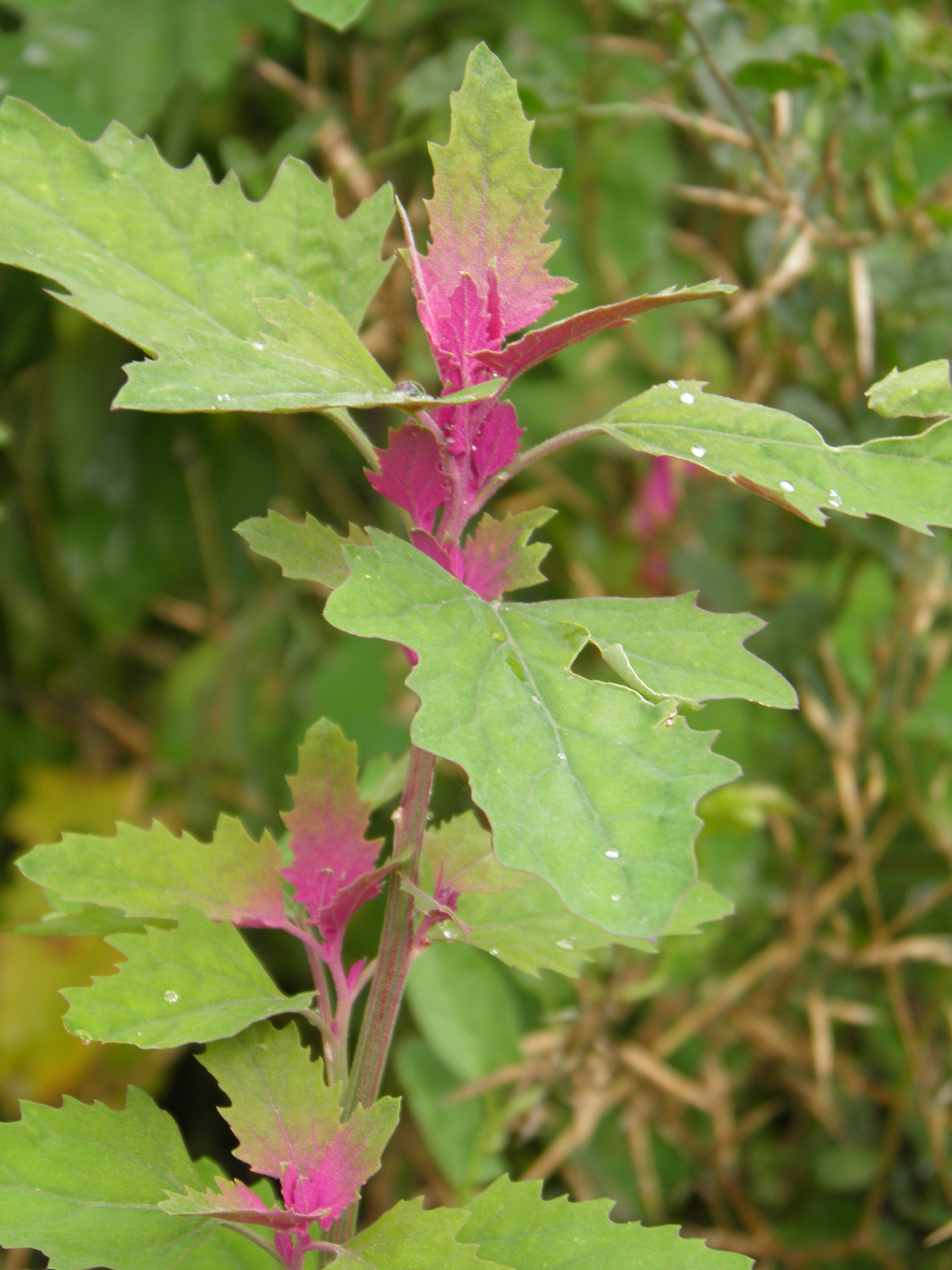
Baumspinat kurz vor der Blüte

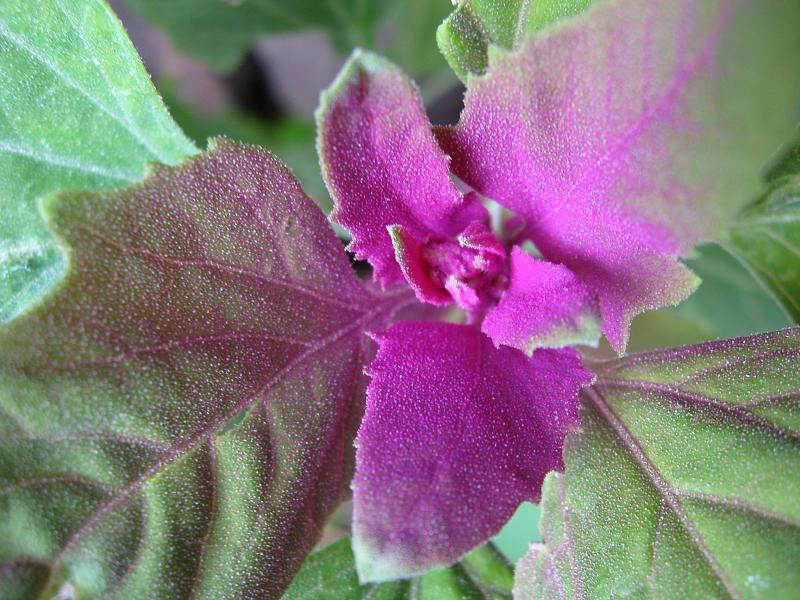
Obere Blätter der Kulturform 'Magenta Spreen'

Baumspinat (Chenopodium giganteum), auch Riesengänsefuß genannt, ist eine Pflanzenart aus der Gattung der Gänsefüße (Chenopodium) innerhalb der Familie der Fuchsschwanzgewächse (Amaranthaceae).

## Beschreibung
Der Baumspinat ist eine einjährige krautige Pflanze, die Wuchshöhen bis zu 3 Meter erreicht. Die Sprossachse steht aufrecht und ist im oberen Teil stark verzweigt. Der kräftige Stängel ist rötlich-grün oder rötlich-purpurn gestreift und durchmisst an der Basis bis zu 5 Zentimeter. Die jungen Triebe sind besonders auf den Blattunterseiten und auf der Oberseite gegen die Blattbasis dicht mit anfänglich (seltener bleibenden) violettroten Blasenhaaren besetzt.
Die oberseits hellgrünen, unterseits dunkelgrünen Laubblätter sind gestielt. Sie sind fast kahl oder oberseits mehlig bestäubt. Die Spreiten sind rhombisch bis eiförmig oder dreilappig mit längerem Mittellappen und messen bis zu 20 Zentimeter in der Länge und 16 Zentimeter in der Breite, die Blätter nehmen oberwärts in der Größe ab. Der Blattgrund ist breit keilförmig und der Blattrand unregelmäßig wellig gezähnt. Die Spitze ist in der Regel stumpf. Die oberen Blätter sind eiförmig oder eiförmig-lanzettlich und jung mit gold-gelben oder rötlichen Blasenhaare bedeckt, die den Blättern ein bemehltes Aussehen verleihen.
Der Baumspinat blüht von Juni (Nepal) oder Juli (China) bis September. Der Blütenstand besteht aus großen, endständigen, bemehlten Rispen, die zur Fruchtreife herabhängen. Die zwittrigen Blüten sitzen zu mehreren in Knäueln oder einzeln. Die Blütenknäuel sind klein, kugelig und haben einen Durchmesser von 2 bis 3 Millimetern. Die Blütenhülle besteht aus fünf grünen oder dunkel-purpurnen, eiförmigen Tepalen mit häutigem Rand. Es sind fünf Staubblätter vorhanden.
Die Frucht ist linsenförmig, mit häutiger Fruchtwand. Der horizontale Samen erreicht einen Durchmesser von 1,5 mm. Die schwarze oder rötlich-schwarze Samenschale zeigt netzartige Linien.
Die Chromosomenzahl beträgt 2n = 54.

## Verbreitung
Das ursprüngliche Verbreitungsgebiet des Baumspinats liegt vermutlich im Himalaya, in Indien und Nepal, östlich bis Tibet. Die Art tritt hier in Unkrautvegetation und in Gärten, kultiviert als Gemüsepflanze, auf. Es wird von einigen Botanikern vermutet, dass sie erst in Kultur, durch Auslese großwüchsiger Wildsippen aus dem Artenaggregat von Chenopodium album, entstanden sei und später rückverwildert ist. Möglicherweise breitete die Art sich archäophytisch in China und ganz Südostasien aus, in vielen Ländern, so auch in China, wird sie bis heute gern als Gemüsepflanze in Gärten kultiviert. Neophytisch ist sie heute in allen warmgemäßigten Gebieten anzutreffen, in Europa fast ausschließlich in der Mittelmeerregion. In Deutschland gelten alle Verwilderungen der Art als unbeständig. Auch im nördlichen und südlichen Afrika, in Argentinien, Indien, im Iran und in Neuseeland wurde der Baumspinat eingeschleppt.

## Systematik
Die Erstbeschreibung von Chenopodium giganteum erfolgte 1825 durch David Don.
Als Synonyme werden in der Plant List (herausgegeben von Royal Botanic Gardens, Kew und Missouri Botanical Garden) angegeben: Chenopodium giganteum D.Don sind Chenopodium album subsp. amaranthicolor H.J.Coste & A.Reyn., Chenopodium album var. centrorubrum Makino, Chenopodium album var. purpurascens (Jacq.) Kuntze, Chenopodium amaranticolor (H.J.Coste & A.Reyn.) H.J.Coste & A.Reyn., Chenopodium atriplicis L.f., Chenopodium bonariense Moq. (nom. invalid.), Chenopodium centrorubrum (Makino) Nakai, Chenopodium elegantissimum Koidz., Chenopodium leucospermum Schrad., Chenopodium mairei H.Lév., Chenopodium punctulatum Scop., Chenopodium purpurascens Jacq., Chenopodium purpurascens Gadec. und Chenopodium rubricaule Schrad. ex Moq.
Die Sippe ist in ihrer Abgrenzung und Namensgebung schwierig. Obwohl bereits im 18. und 19. Jahrhundert auffallende, teilweise rot gefärbte Gänsefuß-Arten aus Indien die Botanischen Gärten Europas erreichten, konnten sich die Botaniker jahrzehntelang nicht auf den korrekten Namen verständigen. Die Zuschreibung wurde auch dadurch erschwert, dass es zahlreiche, morphologisch abweichende, variable Formen und Sippen gibt und dass diese leicht mit anderen Gänsefuß-Arten hybridisieren, so dass einige in Garten kultivierte Formen sich als Hybride herausstellten. Möglicherweise verbergen sich unter dem Namen Chenopodium giganteum tatsächlich mehrere Arten. Nach einer taxonomischen Revision der nepalesischen Arten der Gattung von 2014 wäre der korrekte Name der Sippe tatsächlich Chenopodium bengalense (Lam.) Spielm. ex Steud. Da die Originalbeschreibung von Atriplex bengalensis durch Lamarck auf Pflanzen in einem frühen Stadium des Aufblühens beruhte, ist die Zuordnung möglicherweise lange übersehen worden. Ob die Auffassung der Autoren sich durchsetzen wird, ist noch nicht absehbar. Der Name wurde in die Datenbank der EPPO übernommen.

## Verwendung
Die Blätter des Baumspinats können wie Spinat (Spinacia oleracea) verwendet gekocht oder als Salat gegessen werden. Allerdings enthalten die Pflanzen in geringen Mengen Saponine und größere Mengen Oxalsäure, die der Verträglichkeit abträglich sein können. Auch die Samen können gekocht verzehrt werden.
Die kräftigen Stängel werden als  Wanderstöcke verwendet.
Wegen der auffälligen Blattfärbung wird die Art auch gelegentlich als Zierpflanze angebaut. Beliebt ist vor allem die Sorte Chenopodium giganteum 'Magenta Spreen', die etwas niedriger bleibt und besonders auffällige Blätter hat.